# Johann Vincenz Caemmerer
Johann Vincenz Caemmerer (* 9. Mai 1761 in Mainz; † 26. März 1817 in Frankfurt am Main) war ein deutscher Jurist, Komödiendichter und Publizist.

## Leben
Johann Vincenz Caemmerer studierte in Mainz, Erfurt und Jena, war 1784–85 gräflicher Hofmeister, arbeitete 1786 am Reichskammergericht in Wetzlar, 1787–88 bei der kurmainzischen Kreisdirectorial-Gesandtschaft in Frankfurt am Main und ging 1789 als Legationskanzlist der kurmainzischen Reichsdirectorial-Gesandtschaft nach Regensburg. 1786 wurde er Freimaurer und trat 1790 in Regensburg der dortigen Loge Karl zu den drei Schlüsseln bei. In Frankfurt schloss er sich der Loge Sokrates zur Standhaftigkeit an. Hier wurde er 1796 Registrator der Gesandtschaft, 1797 Legationssekretär des Fürstbischofs von Hildesheim und Paderborn sowie kaiserlicher Hofpfalzgraf. 1804 wurde Caemmerer Legationssekretär des Fürsten von Salm-Kyrburg im Rang eines Legationsrates. Später redigierte er den Frankfurter „Ristretto“.
Neben einigen Komödien und dramaturgischen Aufsätzen schrieb er u. a. 1796 eine Biographie des kurmainzischen Ministers und Reichsdirectorial-Gesandten Gottlieb Augustin Maximilian von Strauß und „Auszüge aus allen bey der hohen Reichsdeputation zu Regensburg übergebenen Vorstellungen und Reclamationen“, 1803, 4 Hefte. Auch gab er den „Hauptschluß der außerordentlichen Reichsdeputation vom 25. Februar 1803“ mit Anmerkungen, 1804, 2. Aufl. 1814, heraus.

## Werke
- Auszüge aus allen bey der hohen Reichsdeputation zu Regensburg übergebenen Vorstellungen und Reclamationen, 1803.
- (Hrsg.), Hauptschluß der außerordentlichen Reichsdeputation vom 25. Februar 1803, 1804.